# Borne-colonne de Chagny
La borne-colonne de Chagny est une borne routière de l'ancien régime, située sur la commune de Chagny dans le département français de Saône-et-Loire et la région Bourgogne-Franche-Comté.

## Historique
Elle est implantée au carrefour de la Tuilerie, carrefour de l’ancienne N 6 et de la D 981.  Elle marquait le carrefour de la route de première classe n° 1 de Paris à Lyon par Arnay, Chalon et Mâcon avec la route n° 21 vers Dijon et la Champagne par Beaune et Nuits. Elle indique en outre la direction de Charolles par Givry,  Joncy et Saint-Bonnet-de-Joux, ainsi que celle de Cluny par Buxy et Saint-Boil. Cette colonne est fragmentaire ; les directions et distances ont été surlignées avec une peinture dorée qui en facilite la lecture, mais n’en améliore guère l’esthétique.
Elle fait l'objet d'une inscription au titre des monuments historiques depuis le 31 octobre 1939.